# Catfish Rising
Pour les articles homonymes, voir Catfish (homonymie) et Rising.
Albums de Jethro Tull
Live at Hammersmith '84
(1990) A Little Light Music
(1992)
Catfish Rising est le dix-huitième album studio du groupe britannique Jethro Tull, sorti en 1991. C'est le premier album mettant à contribution le claviériste Andrew Giddings qui restera ensuite dans le groupe plus de quinze ans, jusqu'en 2007.

## Titres
Toutes les chansons sont de Ian Anderson.
1. This Is Not Love – 3:58
2. Occasional Demons – 3:50
3. Roll Yer Own – 4:26
4. Rocks on the Road – 5:32
5. Sparrow on the Schoolyard Wall – 5:23
6. Thinking Round Corners – 3:32
7. Still Loving You Tonight – 4:32
8. Doctor to My Disease – 4:35
9. Like a Tall Thin Girl – 3:38
10. White Innocence – 7:45
11. Sleeping with the Dogs – 4:26
12. Gold Tipped-boots, Black Jacket and Tie – 3:41
13. When Jesus Came to Play – 5:03

## Musiciens
- Ian Anderson : chant, flûte, guitares acoustique et électrique, mandolines, percussions, claviers, batterie, percussions
- Martin Barre : guitare électrique
- Dave Pegg : basses électrique et acoustique sauf sur 1, 4, 7
- Doane Perry : batterie sauf sur 5
- Andrew Giddings : claviers sur 1, 4 et 8

### Musiciens additionnels
- Foss Peterson : claviers sur 10
- John Bundrick : claviers sur 11
- Matt Pegg : basse sur 1, 4, 7
- Scott Hunter : batterie sur 5